# Cyperus nervosostriatus
Cyperus nervosostriatus är en halvgräsart som beskrevs av William Bertram Turrill. Cyperus nervosostriatus ingår i släktet papyrusar, och familjen halvgräs. Inga underarter finns listade i Catalogue of Life.